# Кастель-Сант-Элия
Кастель-Сант-Элия (итал. Castel Sant'Elia) — коммуна в Италии, располагается в регионе Лацио, в провинции Витербо.
Население составляет 2528 человек (2008 г.), плотность населения составляет 105 чел./км². Занимает площадь 24 км². Почтовый индекс — 1030. Телефонный код — 0761.
Покровителем населённого пункта считается святой Анастасий Суппентонийский, празднование 3 сентября.

## Демография
Динамика населения:

## Администрация коммуны
- Официальный сайт: http://www.comunecastelsantelia.it/